# Едуардо Капетільйо
Едуардо Капетільйо Васкес (ісп. Eduardo Capetillo Vázquez; нар. 13 квітня 1970, Мехіко) — мексиканський актор та співак.

## Життєпис
Народився 13 квітня 1970 року у Мехіко в родині тореадора Мануеля Капетільйо (1926—2009) і Марії дель Кармен Васкес. Його старші брати — тореадор Мануель Капетільйо Де Флорес та актор і тореадор Гільєрмо Капетільйо. Часто його двоюрідним братом називають актора Раймундо Капетільйо, але насправді вони лише однофамільці. З дитинства займався музикою. 1984 року виконував роль Лало в іспаномовній версії мюзиклу «Бріолін». 1985 року виконав одну з ролей у фільмі жахів «Жах на кладовищі» Рубена Галіндо-молодшого. Тоді ж приєднався до молодіжного музичного поп-гурту «Timbiriche», замінивши Бенні Ібарру. У різний час його колегами по гурту були Алікс Бауер, Дієго Шенінг, Маріанна Гарса, Пауліна Рубіо, Талія, Ерік Рубін, Едіт Маркес, Саша Сокол та Бібі Гайтан.
1990 року покинув гурт і розпочав сольну кар'єру. Того ж року зіграв головну роль в успішній музичній теленовелі «Дотягнутися до зірки», за яку отримав премію TVyNovelas у категорії Найкраща чоловіча роль — відкриття.

## Особисте життя
1994 року Капетільйо одружився зі співачкою та акторкою Бібі Гайтан. У подружжя народилися п'ятеро дітей: син Едуардо (1994), дочка Ана Паула (1997), дочка Алехандра (1999) та сини-близнюки Мануель і Даніель (2014).

## Вибрана фільмографія
| Рік       |   | Українська назва                      | Оригінальна назва               | Роль                                |
| --------- | - | ------------------------------------- | ------------------------------- | ----------------------------------- |
| 1985      | ф | Жах на кладовищі                      | Cementerio del terror           | Тоні                                |
| 1986      | с | Мартін Гаратуса                       | Martín Garatuza                 | Роман Гаратуса                      |
| 1989      | с | Померти, щоб жити                     | Morir para vivir                | Віктор                              |
| 1990      | с | Дотягнутися до зірки                  | Alcanzar una estrella           | Едуардо Касабланка                  |
| 1991      | с | Дотягнутися до зірки 2                | Alcanzar una estrella 2         | Едуардо Касабланка                  |
| 1992      | с | Танцюй зі мною                        | Baila conmigo                   | Едді Лопес                          |
| 1994      | с | Марімар                               | Marimar                         | Серхіо Сантібаньєс                  |
| 1998—1999 | с | Каміла                                | Camila                          | Мігель Гутьєррес                    |
| 2001      | с | Таємниця                              | El secreto                      | Фернандо Салазар                    |
| 2002—2003 | с | Дітям ура!                            | Vivan los niños!                | Еміліано Леаль                      |
| 2004      | с | Емі, дівчинка з блакитним наплічником | Amy, la niña de la mochila azul | Октавіо Беттанкур                   |
| 2005      | с | Мачуха                                | La madrastra                    | Леонель Ібаньєс                     |
| 2005—2006 | с | Перегріна                             | Peregrina                       | Родольфо Алькосер / Анібал Алькосер |
| 2008      | с | Вогонь у крові                        | Fuego en la sangre              | Педро Реєс                          |
| 2010      | с | Грішниця                              | Pecadora                        | Бруно Алькосер / Бернардо Алькосер  |
| 2010      | с | Я твоя хазяйка                        | Soy tu dueña                    | Орасіо Акоста                       |
| 2012—2013 | с | Інше обличчя душі                     | La otra cara del alma           | Роберто Монтегудо                   |
| 2022      | с | Де була пожежа                        | Donde hubo fuego                | Рікардо Урзуа                       |

## Дискографія
Альбоми «Timbiriche»
- Timbiriche VII (1987)
- Timbiriche VIII y IX (1988)
- Los Clásicos de Timbiriche (1989)

Сольні альбоми
- Dame una noche (1991)
- Aquí estoy (1993)
- Piel ajena (1995)
- Eduardo Capetillo (2002)
- Un vaquero en la ciudad (2007)
- Hecho en Sinaloa (2009)

## Нагороди та номінації
TVyNovelas Awards
- 1991 — Найкраща чоловіча роль — відкриття (Дотягнутися до зірки).
- 1993 — Номінація на найкращого молодого актора (Танцюй зі мною).
- 1995 — Номінація на найкращого актора (Марімар).

ACE Awards
- 1995 — Найкраща чоловіча персона року (Марімар)[3].